# Nosodendron marginatum
Nosodendron marginatum är en skalbaggsart som först beskrevs av Edmund Reitter 1886.  Nosodendron marginatum ingår i släktet Nosodendron och familjen almsavbaggar.

## Underarter
Arten delas in i följande underarter:
- N. m. marginatum
- N. m. rugiferum